# 97號美國國道華盛頓州段
97號美國國道華盛頓州段（英語：U.S. Route 97 in Washington）是華盛頓州一條南北方向的美國國道。全長321.62英里。